# Störnstein
Störnstein är en kommun och ort i Landkreis Neustadt an der Waldnaab i Regierungsbezirk Oberpfalz i förbundslandet Bayern i Tyskland.
Kommunen ingår i kommunalförbundet Neustadt an der Waldnaab tillsammans med köpingen Parkstein och kommunerna Kirchendemenreuth, Püchersreuth och Theisseil.